# Fredric Bedoire
Fredric Bedoire (født 1. september 1945 i Stockholm) er en svensk arkitekturhistoriker og professor. Han har siden 2007 været æresmedlem af Kungliga Akademien för de fria konsterna, næstformand 2016-18, og er desuden medlem af Jernkontorets bjerghistoriske udvalg (siden 2012). I dag er han Professor Emeritus.

## Biografi
Fredric Bedoire blev cand.phil. ved Stockholms Universitet i fagene historie, kunsthistorie og praktisk filosofi i 1969, studerede på Kungliga Konsthögskolans arkitekturskole fra 1971–1972 under professorerne Göran Lindahl og John Sjöström med nordiske træbyer som tema, blev cand.phil. ved Stockholms Universitet i 1974 og docent inden for kunsthistorie i 1975. Han var amanuensis ved Livrustkammaren fra 1968–69, ansat ved Stockholms stadsmuseum fra 1970–1973, arbejdede som antikvar ved Riksantikvarieämbetet med særlig forbindelse til Kulturministeriet 1974-78, universitetslektor i arkitekturhistorie samt forstander ved Kungliga Tekniska högskolan fra 1978–1992 og endeligt arkitekturhistorie-professor ved Kungliga Konsthögskolans arkitekturskola fra 1992–2012.
Bedoire begyndte sin karriere som arkitekturhistoriker i begyndelsen af 1970'erne, hvor han kommenterede nedrivningerne i forbindelse med Norrmalms totalfornyelse og havde en tilbagevendende artikelserie "Dagens Rivning" i Dagens Nyheter gennem perioden 1971–1973. I 1973 udgav han sammen med Henrik O Andersson bogen Stockholms byggnader, hovedstadens første arkitekturguide, der indtil 2012 udkom i omkring 60.000 eksemplarer. Hans specialiseringsområde var oprindeligt arkitektur fra årtierne omkring år 1900-skiftet med en doktorafhandling om arkitekten Gustaf Wickman.
I begyndelsen af 1970'erne var Bedoire én af pionererne inden for industrimindeverdenen med særlig fokus på industriminder fra 1800- og 1900-tallet og deltog i de første internationale konferencer inden for området og organiserede nr. 3 (afholdt i Sverige) sammen med Marie Nisser (efter Ironbridge og Bochum) i 1978.
Som underviser og forsker har han udvidet sit forskningsområde med værker fra Nyantikken og frem til i dag med særlig vægt på socialhistoriske sammenhænge.
Fra 2013 til 2016 var Fredric Bedoire medlem af Eva Bonniers donationsnämnd.

## Priser og æresbeviser
- 1987 – Penklubbens Bernspris
- 1989 – Samfundet Sankt Eriks plakett (indgraveret tavle) (sammen med Henrik O. Andersson)
- 1992 - Olle Engkvists medalje. Stockholms Byggnadsförening
- 2002 – Axel Hirschs pris
- 2003 - Sveriges arkitekters kritikerpris
- 2015 – Stora fackbokspriset for Den svenska arkitekturens historia
- 2016 - Stora historiepriset
- 2018 – Hans Kongelige Majestæts guldmedalej 12 storl. (Kongelige GM12)
- 2019 - Svenska Akademiens Kellgrenpris